# Ejido Hernández Álvarez
Ejido Hernández Álvarez es una localidad del estado mexicano de Guanajuato. Es parte del municipio de San Felipe.

## Demografía
| Censo | Población |
| ----- | --------- |
| 2000  | 222       |
| 2010  | 518       |
| 2020  | 1 238     |